# Holcoglossum amesianum
Holcoglossum amesianum är en orkidéart som först beskrevs av Heinrich Gustav Reichenbach, och fick sitt nu gällande namn av Eric Alston Christenson. Holcoglossum amesianum ingår i släktet Holcoglossum och familjen orkidéer. Inga underarter finns listade i Catalogue of Life.

## Bildgalleri

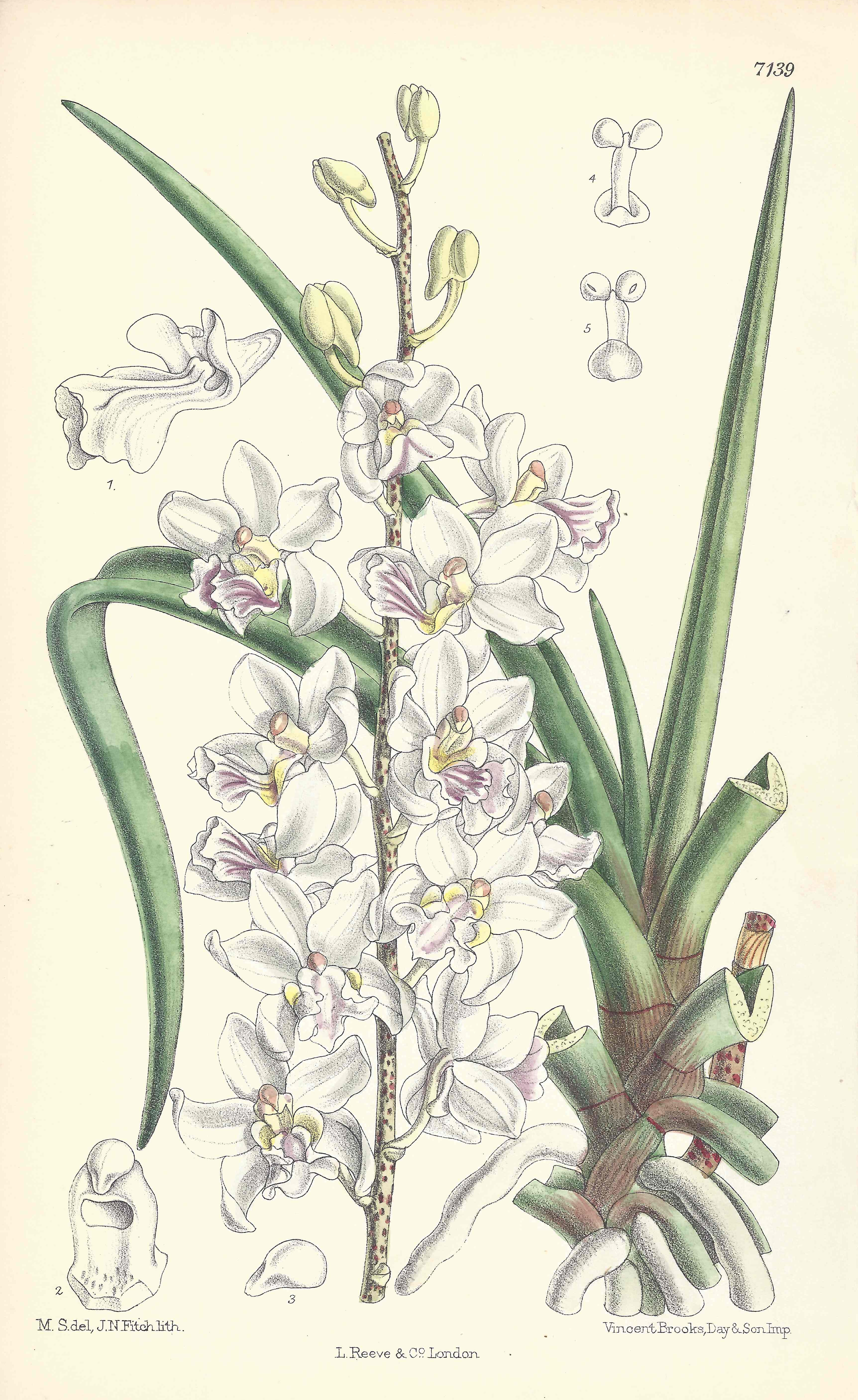